# Camaenidae
Camaenidae är en familj av snäckor. Camaenidae ingår i ordningen landlungsnäckor, klassen snäckor, fylumet blötdjur och riket djur. Enligt Catalogue of Life omfattar familjen Camaenidae 444 arter.

## Bildgalleri

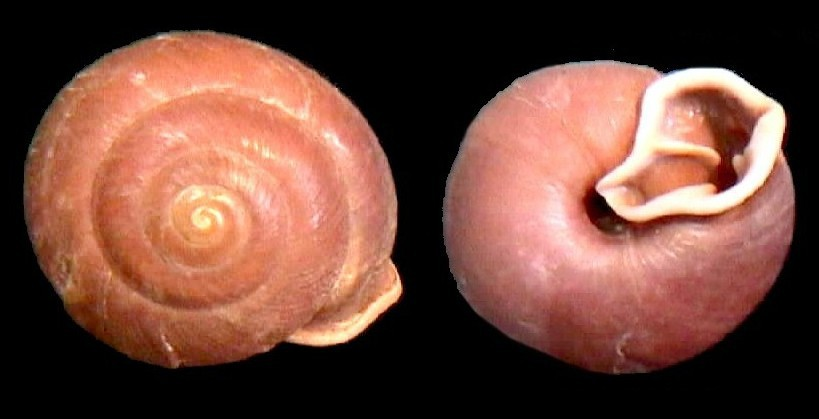

## Dottertaxa till Camaenidae, i alfabetisk ordning[1]
- Adclarkia
- Amphidromus
- Amplirhagada
- Arnemelassa
- Aslintesta
- Austrochloritis
- Basedowena
- Baudinella
- Calvigenia
- Caperantrum
- Carinotrachia
- Chloritisanax
- Contramelon
- Cooperconcha
- Cristigibba
- Cristilabrum
- Cupedora
- Damochlora
- Dirutrachia
- Discomelon
- Divellomelon
- Exiligada
- Eximiorhagada
- Falspleuroxia
- Galadistes
- Gloreugenia
- Glyptorhagada
- Gnarosophia
- Granulomelon
- Hadra
- Jacksonena
- Kendrickia
- Kimboraga
- Lacustrelix
- Meliobba
- Melostrachia
- Meridolum
- Mesodontrachia
- Micromelon
- Minimelon
- Montanomelon
- Monteithosites
- Mouldingia
- Mussonena
- Neveritis
- Ningbingia
- Noctepuna
- Obstengenia
- Offachloritis
- Ordtrachia
- Pallidelix
- Papuexul
- Parglogenia
- Plectorhagada
- Pleuroxia
- Posorites
- Promonturconchum
- Prototrachia
- Prymnbriareus
- Pseudcupedora
- Quistrachia
- Ramogenia
- Retroterra
- Rhagada
- Rhynchotrochus
- Semotrachia
- Setobaudinia
- Sinumelon
- Sphaerospira
- Spurlingia
- Strepsitaurus
- Tatemelon
- Temporena
- Thersites
- Tolgachloritis
- Torresitrachia
- Trachiopsis
- Trozena
- Turgenitubulus
- Ventopelita
- Westraltrachia
- Vidumelon
- Xanthomelon